# Trophée mondial de course en montagne 2006
Navigation
2005 2007
Le Trophée mondial de course en montagne 2006 est une compétition de course en montagne qui s'est déroulée le 10 septembre 2006 à Bursa en Turquie. Il s'agit de la vingt-deuxième édition de l'épreuve.

## Résultats
L'épreuve féminine junior a lieu sur un parcours de 3,4 km et 395 m de dénivelé. La Slovaque Katarína Berešová domine la course et s'impose avec plus d'une minute trente d'avance sur le duo russe composé de Natalia Leontieva et Janna Vokouïeva.
Le parcours de la course junior masculine mesure 8,4 km pour 895 m de dénivelé. Les coureurs érythréens dominent les débats. Ermias Mehrteab s'impose devant son compatriote Kiflom Sium. Le Mexicain Juan Carlos Carera complète le podium à plus d'une minute,.
La course senior féminine se déroule sur le même tracé que celui des juniors masculins. L'Autrichienne Andrea Mayr se détache en tête après 500 mètres et mène la course de bout en bout pour remporter son premier titre de championne du monde. À 44 ans, la Française Isabelle Guillot fait son retour sur le devant de la scène. Effectuant une excellente course, elle semble se diriger vers la médaille d'argent mais se fait coiffer au poteau par la jeune Suissesse de 19 ans, Martina Strähl, championne suisse en titre. Les États-Unis parviennent à s'imposer au classement par équipes pour deux points devant la République tchèque. L'Italie complète le podium,,.
La course senior masculine a lieu sur un parcours de 12,0 km et 1 275 m de dénivelé. Le favori Jonathan Wyatt est mordu par un chien lors d'un entraînement quelques jours avant la course. Ayant subi un traitement contre la rage, il n'est pas au mieux de sa forme mais prend tout de même le départ. Menant les débats, il ne parvient cependant pas à distancer ses adversaires. Lors des 200 derniers mètres, le Colombien Rolando Ortiz lance son attaque et parvient à doubler Jonathan pour décrocher le titre avec six secondes d'avance. L'Érythréen Tesfay Felfele, qui croyait participer dans l'épreuve junior à cause d'un manque de compréhension du règlement, ne se laisse pas impressionner par ses rivaux seniors. Réalisant une excellente course, il décroche la médaille de bronze et permet à son équipe de remporter l'or, battant l'Italie pour la seconde fois seulement. La Turquie complète le podium,,.

### Seniors

#### Courses individuelles
| Rang               | Athlète           | Pays             | Temps       |
| ------------------ | ----------------- | ---------------- | ----------- |
| Médaille d'or      | Rolando Ortiz     | Colombie         | 56 min 16 s |
| Médaille d'argent  | Jonathan Wyatt    | Nouvelle-Zélande | 56 min 22 s |
| Médaille de bronze | Tesfay Felfele    | Érythrée         | 56 min 39 s |
| 4                  | Selahattin Selçuk | Turquie          | 57 min 11 s |
| 5                  | Marco De Gasperi  | Italie           | 58 min 20 s |
| 6                  | Marco Gaiardo     | Italie           | 58 min 35 s |
| 7                  | Ahmet Arslan      | Turquie          | 58 min 46 s |
| 8                  | Maekele Tadese    | Érythrée         | 58 min 54 s |

| Rang               | Athlète                  | Pays               | Temps       |
| ------------------ | ------------------------ | ------------------ | ----------- |
| Médaille d'or      | Andrea Mayr              | Autriche           | 47 min 11 s |
| Médaille d'argent  | Martina Strähl           | Suisse             | 47 min 29 s |
| Médaille de bronze | Isabelle Guillot         | France             | 47 min 43 s |
| 4                  | Anita Håkenstad Evertsen | Norvège            | 48 min 47 s |
| 5                  | Vittoria Salvini         | Italie             | 49 min 19 s |
| 6                  | Yolanda Fernández        | Colombie           | 49 min 29 s |
| 7                  | Anna Pichrtová           | République tchèque | 49 min 37 s |
| 8                  | Kirsten Melkevik         | Norvège            | 49 min 47 s |

#### Courses par équipes
| Rang               | Pays | Points |
| ------------------ | --- | ------ |
| Médaille d'or      | Érythrée Tesfay Felfele (3e) Maekele Tadese (8e) Fikre Andebrhan (9e) Mehari Ahferom (17e) Berhe Asgedom (65e)                    | 37     |
| Médaille d'argent  | Italie Marco De Gasperi (5e) Marco Gaiardo (6e) Gabriele Abate (15e) Davide Chicco (18e) Emanuele Manzi (26e) Diego Filippi (36e) | 44     |
| Médaille de bronze | Turquie Selahattin Selçuk (4e) Ahmet Arslan (7e) Mehmet Münir Cura (14e) Nihat Kaya (37e) Sedat Yılmaz (48e) Serdar Durer (83e)   | 62     |

| Rang               | Pays                                                                                                | Points |
| ------------------ | --------------------------------------------------------------------------------------------------- | ------ |
| Médaille d'or      | États-Unis Nicole Hunt (9e) Rachael Dobbs (10e) Christine Lundy (16e) Lisa Goldsmith (30e)          | 35     |
| Médaille d'argent  | République tchèque Anna Pichrtová (7e) Irena Šádková (13e) Iva Milesová (17e) Pavla Matyášová (24e) | 37     |
| Médaille de bronze | Italie Vittoria Salvini (5e) Maria Grazia Roberti (12e) Monica Morstofolini (22e) Elisa Desco (35e) | 39     |

### Juniors

#### Courses individuelles
| Rang               | Athlète            | Pays     | Temps       |
| ------------------ | ------------------ | -------- | ----------- |
| Médaille d'or      | Ermias Mehrteab    | Érythrée | 41 min 20 s |
| Médaille d'argent  | Kiflom Sium        | Érythrée | 41 min 54 s |
| Médaille de bronze | Juan Carlos Carera | Mexique  | 43 min 13 s |

| Rang               | Athlète           | Pays      | Temps       |
| ------------------ | ----------------- | --------- | ----------- |
| Médaille d'or      | Katarína Berešová | Slovaquie | 21 min 8 s  |
| Médaille d'argent  | Natalia Leontieva | Russie    | 22 min 45 s |
| Médaille de bronze | Janna Vokouïeva   | Russie    | 22 min 50 s |

#### Courses par équipes
| Rang               | Pays                                                                                              | Points |
| ------------------ | ------------------------------------------------------------------------------------------------- | ------ |
| Médaille d'or      | Érythrée Ermias Mehrteab (1er) Kiflom Sium (2e) Debesay Tsige (6e)                                | 9      |
| Médaille d'argent  | Turquie Ercan Muslu (4e) Selmani Abiş (5e) Mahmut Oruçlu (7e) Fatih Demirtaş (18e)                | 16     |
| Médaille de bronze | Italie Alessandro Martino (10e) Mattia Scrimaglia (14e) Nicolò Roppolo (16e) Vincenzo Scuro (21e) | 40     |

| Rang               | Pays                                                                    | Points |
| ------------------ | ----------------------------------------------------------------------- | ------ |
| Médaille d'or      | Russie Natalia Leontieva (2e) Janna Vokouïeva (3e) Natalia Nemkina (5e) | 5      |
| Médaille d'argent  | Slovaquie Katarína Berešová (1re) Barbora Suchánková (7e)               | 8      |
| Médaille de bronze | Turquie Esra Güllü (6e) Dilek Çimenkaya (9e) Hülya Ongun (DNF)          | 15     |